# Myst
Myst é um jogo eletrônico de aventura criado pelos irmãos Miller, Robyn e Rand. Foi desenvolvido pela Cyan, Inc., publicado pela Brøderbund, e lançado inicialmente para a plataforma de computadores pessoais Macintosh em 1993, sendo lançado um ano depois na versão para a plataforma Windows.
No jogo, o protagonista viaja através de um livro especial para a ilha de Myst. Na ilha, ele tem que resolver quebra-cabeças e enigmas, e ao fazê-lo, viaja para quatro outros mundos, conhecidos como "Eras", que revelam a história dos personagens do jogo e ajudam o jogador a escolher quem ajudar. O jogador interage com objetos e percorre o ambiente clicando em imagens pré-renderizadas. Quando foi lançado, Myst vendeu mais de seis milhões de cópias e manteve o título de jogo para PC mais vendido por quase uma década.
O jogo permanece popular e uma versão Nintendo Switch foi lançada no início de 2020. Um kickstarter feito por fãs para o aniversário de 25 anos de Myst o disponibilizou na Steam e no GOG em 2018, e os direitos para filme e televisão foram vendidos em 2019.

## Criação
Os irmãos Miller começaram no desenvolvimento de jogos criando obras em preto e branco, em grande parte sem enredo, voltadas para crianças. Por volta de 1987 eles abriram uma empresa chamada Cyan, em Spokane, uma cidade no estado de Washington, no noroeste do Estados Unidos. Eles conceberam Myst como seu primeiro jogo para adultos e receberam financiamento da editora Sunsoft. Os dois queriam que Myst fosse um jogo graficamente impressionante, com uma história não-linear e elementos de mistério voltado para adultos. O desenvolvimento começou em 1991 e foi o maior empreendimento da Cyan até hoje. O desenho do jogo foi limitado pelo pequeno consumo de memória dos consoles de vídeo game e pela baixa velocidade das unidades de CD-ROM. O jogo foi criado em computadores Apple Macintosh e rodava na pilha de software HyperCard, embora os lançamentos para outras plataformas posteriormente exigissem a criação de um novo mecanismo. Robyn Miller compôs 41 minutos de música sintetizada que se tornou a trilha sonora de Myst, com 26 músicas.
Myst foi um sucesso comercial e de crítica. Os críticos elogiaram a capacidade do jogo de mergulhar os jogadores em seus mundos fictícios, sendo considerado um dos melhores vídeo games já feitos. Vendendo mais de seis milhões de cópias, Myst foi o jogo para PC mais vendido em quase uma década, sendo destronado por The Sims nove anos depois, em 2002. Os gráficos foram considerados incríveis na época. O jogo ajudou a impulsionar a adoção da unidade de CD-ROM, gerou uma franquia multimídia e inspirou clones, paródias e novos gêneros de videogame, bem como romances derivados e outras mídias. O jogo foi portado para várias plataformas e refeito várias vezes.

## Enredo
O jogo inicia-se na ilha de Myst, um lugar desabitado e misterioso. O jogador assume o papel de uma pessoa sem nome que se depara com um livro incomum intitulado "Myst". Ao abrir o livro, descobre uma descrição de um mundo insular chamado Myst. Colocando a mão na última página, o jogador é levado para o mundo descrito e não tem outra escolha, a não ser explorar a ilha. Atrus é marido de Catherine, eles viveram na ilha e tiveram dois filhos, Sirrus e Achenar. Ele escreve "livros de ligação", que dão acesso a portais que transportam pessoas para os mundos ou civilizações, chamados de 'Eras'. Seus filhos, por cobiça, invadiram as Eras através dos livros para se apossar das riquezas desses mundos. Quando Atrus descobriu isso, ele sentiu-se traído e foi então, preso pelos dois filhos, em um outro livro. Eles se apossaram de dois livros muito valiosos. Contudo, eles não sabiam que os dois livros, um com capa vermelha e outro com capa azul, na verdade, eram armadilhas criadas por Atrus para prender visitantes inescrupulosos da ilha de MYST, que buscassem poder e riqueza e que pudessem destruir as Eras. Nos painéis de seus livros, Sirrus e Achenar dizem ao jogador que seu pai está morto; cada irmão culpa o outro pela morte de seu pai, bem como pela destruição de grande parte da biblioteca de Atrus. Ambos pedem ajuda para escapar. Nos livros, estão faltando várias páginas, tornando as mensagens deles, pouco claras e cheias de mistérios. À medida que o jogador continua a explorar a ilha, são descobertos livros com mais Eras, acessadas através de mecanismos e quebra-cabeças complexos que devem ser decifrados. O jogador deve visitar cada Era, encontrar as páginas vermelhas e azuis escondidas lá e retornar à Ilha de Myst. Essas páginas podem ser colocadas nos livros correspondentes. Pistas, ali encontradas, ajudam a revelar as histórias dos personagens. É preciso ver estes enigmas para poder voltar para a ilha e libertar um personagem, que pode ser um amigo ou alguém nada amistoso. À medida que o jogador adiciona mais páginas a esses livros, os irmãos podem ser vistos e ouvidos com mais clareza. Depois de coletar quatro páginas, os irmãos podem falar com clareza suficiente para dizer ao jogador onde está escondida a quinta e última página ausente do livro; se o jogador puder completar um ou outro livro, esse irmão será libertado. O diálogo mais claro também permite que o jogador julgue com mais precisão a personalidade de cada irmão. O jogador tem a opção de ajudar Sirrus, Achenar ou nenhum dos dois. O jogo possui vários finais diferentes, dependendo das ações tomadas pelo jogador.

## Personagens
- Atrus: Filho de Gehn e marido de Catherine. Traído por seus dois filhos, Sirrus e Achenar, ele está agora em uma armadilha que o levou até K'veer, uma ilha da Capital D'ni. Atrus necessita de uma única página para introduzir em seu Livro de Ligação e poder voltar a Ilha MYST. Enquanto espera em seu Exílio, ele tenta manter a integridade do complexo de ilhas de Riven, onde Catherine é mantida prisioneira por Gehn. Atrus é personificado por Rand Miller, um dos criadores do jogo.
- Achenar: Filho de Atrus e de Catherine. Fisicamente mais parecido com seu pai. Ele gosta de grandes aventuras. Sua natureza é extremamente violenta e por vezes ele lembra um psicopata desvairado. Apesar de ser o irmão mais velho, ele é constantemente menosprezado por seu irmão.
- Sirrus: Filho de Atrus e de Catherine. Fisicamente lembra muito seu avô Gehn, mas dependendo do ponto de vista ele também pode lembrar a própria Catherine. Possui modos e gostos refinados. E uma atração especial por riqueza e antiguidades. Contudo, a aparência aparência educada e aristocrática de Sirrus, esconde segredos mirabolantes. Ele parece ser também dependente de psicotrópicos. Além disso ele é autoritário, extremamente cínico e não perde a oportunidade de manipular todos que estão a sua volta. Neste jogo Sirrus é personificado por Robyn Miller, um dos criadores do jogo.

Em MYST, o jogador irá interagir com estes três personagens centrais. Contudo haverá referências a outros personagens durante o jogo. Atrus citará a existência de Catherine algumas vezes e também haverá um bilhete para ela na ilha. E, indiretamente no final do jogo, Atrus falará de um inimigo mais perigoso do que seus dois filhos. Neste caso ele refere-se ao seu próprio pai, Gehn, avô dos dois irmãos;

## Jogabilidade
A jogabilidade é bem simples e consiste em uma jornada na primeira pessoa através de um mundo interativo, porém , alguns quebra cabeças e enigmas são bem complexos e exigem atenção e avaliação por parte do jogador.
É possível explorar a ilha e qualquer uma das Eras de forma independente, não importando por onde começar o jogo. O importante é solucionar os enigmas para voltar para a Ilha MYST tentando capturar as valiosas páginas dos Livros dos dois irmãos. A meta é libertar um dos três personagens principais: Atrus, Achenar ou Sirrus e cabe ao jogador decidir isto na conclusão da aventura. O jogador deverá capturar as páginas, não somente para ter mais e mais informações sobre estes personagens, mas também para receber a pista final do jogo e talvez conseguir seu objetivo. Para isso terá que visitar as diversas eras.Durante o jogo, após visitar esses mundos, o jogador deverá retornar sempre para a Ilha MYST,  para adicionar as páginas perdidas nos livros vermelho e azul. Este processo é necessário para se ter acesso a uma pista muito importante. Esta pista dará acesso a um enigma e, a partir deste ponto, deve-se escolher quem será libertado de seus respectivos Livros Prisão: Atrus, Achenar ou Sirrus e assim concluir sua jornada neste universo fantástico.
Assim, o jogador encontra-se em uma encruzilhada, coisa bem comum na temática da série. E talvez escolha libertar a pessoa certa e ter êxito, ou talvez você liberte a pessoa errada para terminar a jornada de uma forma nada amistosa.
Além da narrativa predominantemente não verbal, a jogabilidade de Myst é um item de destaque entre os jogos de computador. O jogador recebe muito pouco histórico no início do jogo, e nenhuma meta ou objetivo óbvio é estabelecido. Isso significa que ele deve, simplesmente, começar a explorar. Não há inimigos óbvios, violência física, limite de tempo para concluir o jogo e nenhuma ameaça de morte em qualquer momento. O jogo se desenha no seu próprio ritmo e é resolvido através de uma combinação de paciência, observação e pensamento lógico. A meta é libertar um dos personagens principais: Atrus, Achenar ou Sirrus, mudando assim, o final da trama.

## Desenvolvimento

### Primórdios

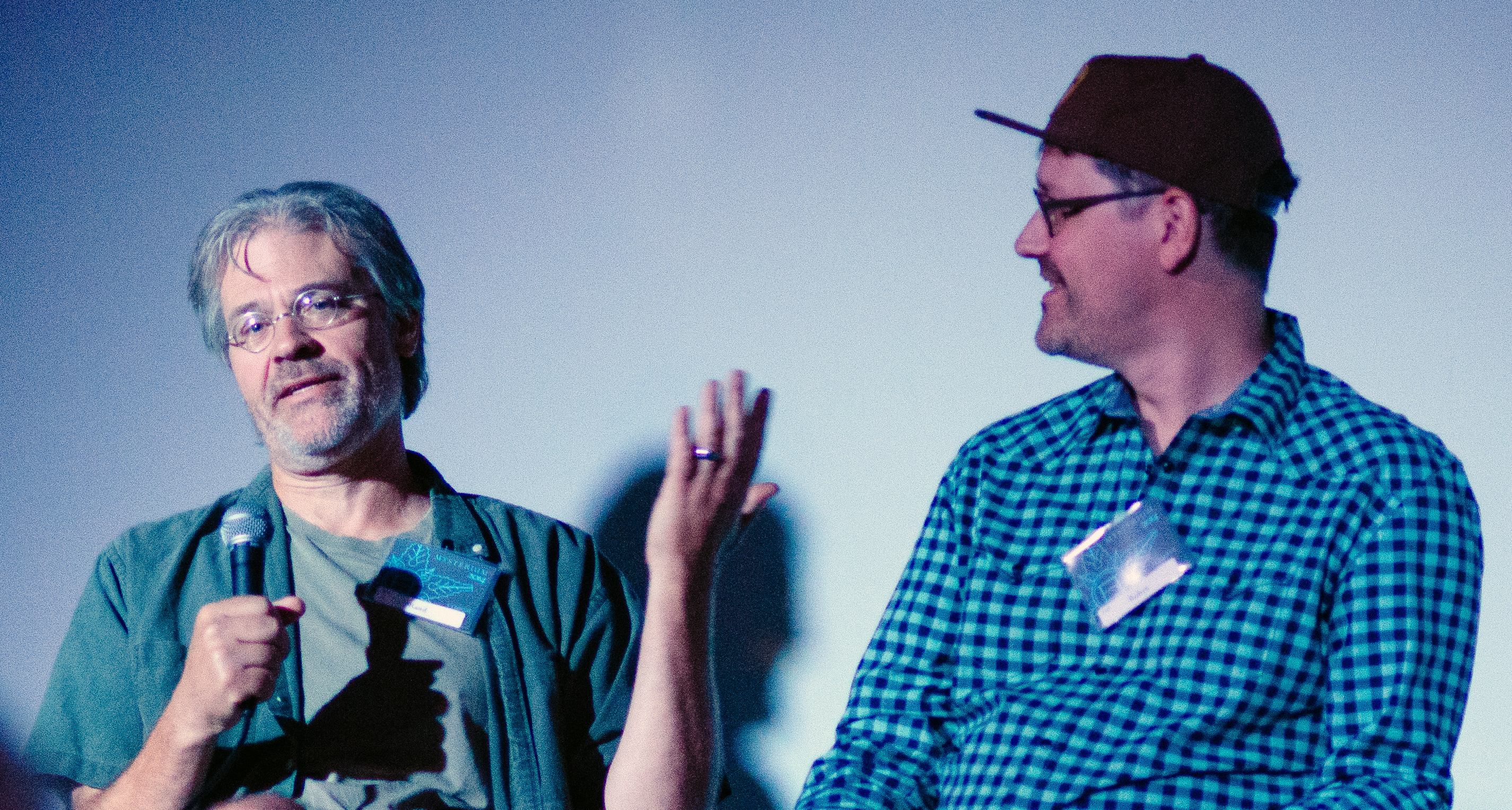
Rand e Robyn Miller, criadores da franquia Myst, em um painel de perguntas e respostas no Mysterium 2014.

Em 1988, os irmãos Rand e Robyn Miller estavam morando separados nos Estados Unidos. Robyn estava tirando um ano de folga da universidade, escrevendo e tentando estabelecer residência no estado. Rand era um programador de computador para um banco. Rand abordou seu irmão com a ideia de criar um livro de histórias interativo usando o HyperCard. Os irmãos não eram grandes jogadores de videogame, embora estivessem familiarizados com Dungeons & Dragons e tivessem jogado Zork. No porão de seus pais - Robyn não era dono de um computador - Robyn começou a desenhar e criar uma história não-linear que acabaria se tornando seu primeiro jogo, The Manhole. [8] O Manhole e os jogos que se seguiram - Cosmic Osmo e Spelunx - eram especificamente voltados para crianças e compartilhavam a mesma estética: gráficos em preto e branco, jogabilidade de apontar e clicar, um ponto de vista em primeira pessoa e mundos exploráveis. [8] Robyn lembrou que os jogos eram mais sobre exploração do que narrativa: "Nos projetos que fizemos para crianças, na verdade não contamos histórias ... Eles eram apenas esses mundos que você exploraria". Por volta de 1990, os irmãos decidiram criar um jogo que atrairia os adultos. Entre seus objetivos estavam personagens críveis, uma história não linear e para o jogador como protagonista fazer escolhas éticas. Os Millers lançaram o jogo para a Activision sob o título The Grey Summons; Robyn lembrou que a Activision disse a eles para se ater aos jogos infantis. No momento da rejeição, eles não estavam indo bem financeiramente - "estávamos comendo arroz, feijão e queijo do governo e essa [era] a nossa dieta". Enfrentando o fim de sua carreira como produtora de jogos, a desenvolvedora japonesa Sunsoft se aproximou. os Miller para criar um jogo voltado para adultos. Como em The Gray Summons, os Millers queriam que o jogo tivesse uma história não linear com personagens confiáveis ??e uma escolha ética. Eles também queriam produzir um jogo com gráficos muito mais impressionantes do que seus esforços anteriores - em um ponto eles consideraram tornar o jogo totalmente desenhado à mão. Finalmente, eles sabiam que sua história seria um mistério. O desenvolvimento de Myst começou em 1991. A equipe criativa do jogo era composta pelos irmãos Rand e Robyn, com a ajuda do designer de som Chris Brandkamp, ??do artista e animador 3D Chuck Carter, Richard Watson, Bonnie McDowall e Ryan Miller, que juntos formaram a Cyan, Inc.
Myst foi a maior e mais colaboração demorada que Cyan havia tentado naquele momento. Cyan se inspirou em jogos como Zork, o universo mítico de Guerra nas Estrelas, portais para outros mundos, como em As Crônicas de Nárnia, de C. S. Lewis, e nas ilhas misteriosas da literatura antiga, como as obras de Jules Verne. O nome do jogo, bem como a atmosfera solitária e misteriosa da ilha, foi inspirado no livro The Mysterious Island by Verne.
A Sunsoft não estava interessada no jogo para PC e, em vez disso, estava focada no mercado de console de videogame. Na época, os consoles não tinham discos rígidos e pequenos buffers de memória, o que significava que o jogo tinha que ser projetado com base nessas restrições técnicas. Para resolver esse problema, eles compartimentaram partes dos ambientes do jogo nas diferentes idades. Os Miller decidiram que a maioria das pessoas não gostava de quebra-cabeças. Assim, um bom quebra-cabeça pareceria familiar e parte do mundo - não como um quebra-cabeça, mas algo para os jogadores descobrirem como um disjuntor em sua casa, usando observação e bom senso. Cyan não tinha fãs para agradar e não sabia exatamente para quem o jogo iria apelar; Robyn sentiu que eles não precisavam adivinhar suas escolhas e poderiam "explorar o mundo como estávamos projetando" e construir um jogo para si mesmos. Em uma entrevista em 2016, Rand Miller afirmou que eles se esforçaram para projetar os quebra-cabeças em Myst e seus jogos subsequentes, tentando equilibrar três aspectos: os próprios quebra-cabeças, o ambiente e a história. Rand também afirmou que queria ter certeza de que as pistas para as soluções dos quebra-cabeças eram aparentes e apresentadas ao jogador de uma maneira que essas conexões fossem feitas: "uma vez que o jogador encontre a solução, se eles nos culparem, não teremos mais. fizemos um bom trabalho. Mas se eles se culpam, então nós temos. "Os Millers prepararam uma proposta de jogo de sete páginas para a Sunsoft a partir de suas ideias, consistindo principalmente em mapas das ilhas que haviam imaginado. Cyan propôs a Myst para a Sunsoft por US $ 265.000 - mais que o dobro do que eles achavam que custaria para desenvolver o jogo, mas, em última análise, menos do que o custo final do jogo. A Sunsoft perguntou aos irmãos se o jogo seria tão bom quanto o próximo The 7th Guest, outro videogame em CD-ROM que havia sido mostrado em demonstrações públicas; os Miller garantiram que sim. Depois de obter a aprovação, Cyan testou o jogo inteiro em uma forma de Dungeons and Dragons para identificar quaisquer problemas grandes antes de entrar em produção completa.

### Produção
Myst não era apenas a maior colaboração que Cyan havia tentado na época, mas também demorou mais para se desenvolver. Segundo Rand Miller, os irmãos passaram meses desenhando apenas a aparência e os quebra-cabeças das Eras, que foram influenciados pelos "mundos" extravagantes anteriores feitos para as crianças. Grande parte do tempo inicial de desenvolvimento foi gasta criando quebra-cabeças e idades, e a história era secundária. "Nós éramos designers de locais ... e os mapas alimentaram a história", disse Rand. O enredo evoluiu em conjunto com o ambiente em mudança, desenvolvendo novos detalhes da história a cada novo edifício do mundo. O final climático de Atrus foi um desenvolvimento posterior na história do jogo, depois que Cyan percebeu que queria criar um final mais complicado. Em retrospecto, Robyn sentiu que Myst não provocou completamente a reação emocional e o dilema ético que se propuseram a criar. O jogo foi criado em computadores Macintosh, principalmente Macintosh Quadras, usando o software HyperCard. Uma das primeiras descobertas importantes que a Cyan teve foi a comparação do software de renderização 3D eficaz com figuras desenhadas à mão que eles usaram em seus títulos anteriores, facilitando a criação do mundo de Myst. Além disso, a renderização em 3D permitiu que usassem cores, algo que faltava em seus títulos anteriores. Robyn geralmente se concentrou em renderizar o ambiente usando o StrataVision 3D, com alguma modelagem adicional no Macromedia MacroModel, enquanto Rand colocava essas imagens no HyperCard para vinculá-las e testar os aspectos do quebra-cabeça. No geral, Myst contém 2.500 quadros, um para cada área possível que o jogador pode explorar. As imagens finais do jogo foram editadas e aprimoradas usando o Photoshop 1.0. Além das configurações internas, o Myst apresentava ambientes externos para cada Era. A princípio, os desenvolvedores não tinham ideia de como eles realmente criariam o terreno físico para as Eras. Eventualmente, eles criaram mapas de altura em escala de cinza, extrudando-os para criar alterações na elevação. Deste terreno básico, as texturas foram pintadas em um mapa de cores que foi envolvido em torno das paisagens. Objetos como árvores foram adicionados para completar o design. Rand observou que a atenção aos detalhes permitiu a Myst lidar com as limitações das unidades e gráficos de CD-ROM, afirmando: "Muito pode ser feito com textura ... Como encontrar uma textura interessante, você pode mapear a tapeçaria na parede, gastando pouco tempo extra para realmente colocar os solavancos na tapeçaria, colocando parafusos nas coisas. Essas são as coisas que você não nota necessariamente, mas se elas não estavam lá, sinalizariam ao seu subconsciente que isso é falso. Quando Cyan começou o desenvolvimento, o desenvolvimento de personagens críveis foi um grande obstáculo.
Os irmãos estavam limitados à comunicação unidirecional com o jogador e, a qualquer momento, um jogador poderia escolher ir embora e "quebrar o feitiço" do jogo. A exibição de vídeo no jogo era inicialmente inviável. Criando em torno dos limites, os designers criaram os livros de armadilhas, que eram dispositivos de comunicação unidirecional, específicos de local. O lançamento do QuickTime no meio do desenvolvimento do jogo resolveu o problema de vídeo. A versão original do Myst HyperCard para Macintosh tinha cada Era como uma pilha HyperCard exclusiva. A navegação foi realizada pelo sistema interno de botões e pelos scripts HyperTalk, com a exibição de imagens e filmes QuickTime transmitidos para vários plugins; essencialmente, Myst funciona como uma série de slides multimídia separados, ligados entre si por comandos. A principal restrição técnica que afetou o Myst foi a baixa velocidade de leitura das unidades de CD-ROM - poucos consumidores tinham algo mais rápido que as unidades de velocidade única, limitando a velocidade de transmissão de dados do disco.Cyan teve que se esforçar ao máximo para garantir que todos os elementos do jogo fossem carregados o mais rápido possível. As imagens foram armazenadas como recursos PICT de 8 bits, com paletas de cores personalizadas e compactação de imagens estáticas do QuickTime. Elementos animados, como filmes e animações de objetos, foram codificados como filmes do QuickTime com compressão Cinepak; no total, houve mais de 66 minutos de animação do Quicktime. Esse processamento cuidadoso fez com que os gráficos finais parecessem imagens TrueColor, apesar da baixa profundidade de bits; as fotos foram reduzidas em tamanho de 500 KB para cerca de 80 KB. Os Millers tentaram alocar arquivos na localização física da pista em espiral no CD de maneira a reduzir o tempo de busca de imagens e filmes que estavam intimamente relacionados a reduzir qualquer atraso aparente no jogo à medida que o jogador passa da cena para a cena.Cyan testou o jogo com duas pessoas sentadas na frente do jogo, descobrindo que conversariam entre si e verbalizariam seus gostos e aversões em comparação com uma pessoa que jogava silenciosamente. Rand e Robyn sentaram-se atrás dos jogadores de teste, fazendo anotações e puderam fazer alterações e correções em tempo real. A Cyan queria que a interface do jogo fosse invisível e que envolvesse um jogo em que todos os tipos de pessoas gostassem.

### Áudio
Chris Brandkamp produziu a maioria dos sons ambientais e incidentais no jogo. Para garantir que os sons se encaixassem, Brandkamp teve que esperar até que o visual do jogo fosse colocado em contexto. Os efeitos sonoros foram extraídos de fontes improváveis; o ruído de um incêndio em uma caldeira foi criado dirigindo lentamente sobre pedras em uma calçada, porque as gravações de fogo real não pareciam queima de fogo. Os sinos de uma grande torre do relógio foram simulados usando uma chave inglesa e depois transpostos para um tom mais baixo. As bolhas, que ele lembrou como "o som mais odioso", foram criadas a partir das bolhas no banheiro usando vários tubos soprados.No começo, Myst não tinha música, porque os Millers não queriam que a música interferisse na jogabilidade. Após alguns testes, eles perceberam que a música de fundo não afetou dversamente o jogo, aludindo a Super Mario Bros. De fato, "parecia realmente ajudar o clima de certos lugares em que você estava no jogo". Robyn Miller acabou compondo 40 minutos de música sintetizada que foi usada no jogo e posteriormente publicada como Myst: The Soundtrack. A mistura e os efeitos foram feitos em um sintetizador E-mu Proteus MPS. A trilha sonora foi gravada ao longo de duas semanas à noite. Inicialmente, Cyan lançou a trilha sonora através de um serviço de pedidos por correio, mas antes do lançamento da sequência de Myst, Riven, a Virgin Records adquiriu os direitos de lançar a trilha sonora, e o CD foi relançado em 21 de abril de 1998.

## Recepção do público
Myst foi, no geral, elogiado pelos críticos. A Computer Gaming World garantiu a seus leitores que o jogo não era como outros jogos de CD-ROM que eram "muito brilhantes e pouco substanciais ... Myst é tudo o que é elogiado por ser e é, simplesmente, o melhor CD do Macintosh". Jogo ROM ". Ele elogiou a natureza de mundo aberto do jogo, a falta de morte e a história "direta e simples". A revista afirmou que os gráficos e sons "impressionantes" e "impressionantes" não eram "a estrela do show ... a substância do jogo é tão boa quanto a sua embalagem" e concluiu que Myst "está prestes a definir um novo padrão ". Em abril de 1994, a revista chamou de "obra de arte". Jeff Koke revisou Myst em Pyramid # 8 (julho / agosto de 1994) e afirmou que "é o primeiro jogo de aventura em que saí com a sensação de ter visitado um lugar real". Wired e The New York Times estavam entre as publicações que apontaram para Myst como evidência de que os videogames poderiam, de fato, evoluir para uma forma de arte. A Entertainment Weekly relatou que alguns jogadores consideraram a "moralidade virtual" de Myst uma experiência religiosa. O professor da Universidade de Aarhus, Søren Pold, apontou para Myst como um excelente exemplo de como as histórias podem ser contadas usando objetos em vez de pessoas. Laura Evenson, escrevendo para o San Francisco Chronicle, apontou jogos voltados para adultos como Myst como evidência de que a indústria de videogames estava emergindo de sua fase "adolescente"Jeff Sengstack, da GameSpot, escreveu que "Myst é uma experiência imersiva que o atrai e não o deixa largar o jogo".
Ao escrever sobre a recepção de Myst, Greg M. Smith observou que Myst havia se tornado um sucesso e era considerado incrivelmente imersivo, apesar de assemelha-se mais à "tecnologia hoary da apresentação de slides (com música e efeitos que o acompanham)". Smith concluiu que "o brilho primário de Myst está no modo como fornece justificativa narrativa para as coisas mais irritantes" sobre as restrições tecnológicas impostas ao jogo; por exemplo, Macworld elogiou os designers de Myst por superar a lentidão ocasionalmente debilitante de Drives de CD para oferecer uma experiência consistente ao longo do jogo. A publicação continuou declarando Myst o melhor jogo de 1994, afirmando que Myst removeu as "partes mais irritantes dos jogos de aventura - vocabulários que [você] não entende, pessoas com quem você não pode conversar, movimentos errados que o matam" e faça você começar de novo. Você tenta desvendar o enigma da ilha explorando a ilha, mas não há tempo para distraí-lo, nem punições arbitrárias em seu caminho ". Alguns aspectos do jogo ainda receberam críticas. Várias publicações não concordaram com a recepção positiva da história. Jeremy Parish do 1UP.com observou que, embora sua falta de interação e trama contínua se adequassem ao jogo, Myst ajudou a acabar com o gênero de jogos de aventura. Edge afirmou que a principal falha do jogo era que o mecanismo do jogo não era nem de longe tão sofisticado quanto os gráficos. Heidi Fournier, da Adventure Gamers, observou que alguns críticos se queixaram da dificuldade e falta de contexto dos quebra-cabeças, enquanto outros acreditavam que esses elementos eram adicionados à jogabilidade. (O jogo é tão difícil que Broderbund incluiu um bloco de papel em branco para fazer notações. Os rmãos Miller estimam que metade ou menos dos jogadores deixaram a ilha inicial). Da mesma forma, os críticos se dividiram sobre se a falta de uma trama o jogador poderia realmente mudar era um elemento bom ou ruim. Em 1996, a Next Generation chamou Myst de "hora mais sombria dos jogos", dizendo que os gráficos estáticos e os quebra-cabeças puramente de tentativa e erro simbolizavam um design de jogo ruim. A revista disse que seu sucesso comercial, que eles devem principalmente à sua popularidade entre os não-jogadores como uma vitrine de CD-ROM, levou muitos outros jogos a imitar seus aspectos negativos.
Em uma revisão retrospectiva de 2000, o IGN declarou que Myst não tinha envelhecido bem e que tocá-lo "era como assistir a programas de TV dos anos 70. 'As pessoas assistiram isso?', Você se pergunta horrorizado".Myst foi nomeado Melhor Jogo de RPG de Aventura / Fantasia nos prêmios Codie de 1994, e recebeu uma menção honrosa na categoria "Jogo da Inovação" de 1993 da Electronic Entertainment, que finalmente foi para o 7º Convidado. Os editores da revista escreveram: "Um dos jogos mais bonitos e com melhor som de todos os tempos, a versão para Macintosh do Myst estabelece novos padrões para o uso efetivo do CD-ROM". Myst também foi vice-campeão de Jogos de Computador Prêmio "Jogo de Aventura do Ano" do mundo em 1993, mas perdeu para Gabriel Knight: Pecados dos Pais e Dia do Tentáculo (empate). Em 1996, a revista classificou Myst 11º na sua lista dos jogos de computador mais inovadores.

## Vendas
Myst foi um imenso sucesso comercial. Juntamente com o The 7th Guest, era amplamente considerado um aplicativo matador que acelerava as vendas de unidades de CD-ROM. Rand Miller lembrou-se de ter pensado antes do lançamento do jogo que vender 100.000 cópias seria "alucinante". [12] Broderbund vendeu 200.000 cópias da versão Macintosh em seis meses após sua estreia em setembro de 1993; essas vendas teriam sido suficientes para torná-lo um jogo de PC mais vendido e foram extraordinárias no mercado muito menor do Macintosh. Embora a necessidade de uma unidade de CD reduzisse ainda mais o mercado potencial, a dificuldade da pirataria de software para CD-ROM antes que os gravadores de CD se tornassem populares também ajudou as vendas. Broderbund começou a portar Myst para o Windows imediatamente após a estreia da versão para Macintosh, com uma equipe maior do que o grupo dos irmãos Miller. Ele apareceu em março de 1994 no Windows e foi ainda mais bem-sucedido. Mais de um milhão de cópias do jogo foram vendidas na primavera de 1995; mesmo um
guia de estratégia escrito em três semanas vendeu 300.000 cópias. Invulgarmente para um videogame, as vendas continuavam a aumentar; 850.000 cópias nos Estados Unidos em 1996 e 870.000 em 1997. As vendas nos EUA diminuíram para 540.000 cópias em 1998, mas a crescente popularidade na Europa de PCs multimídia aumentou as vendas lá. Myst não dependia de vídeo em movimento completo de baixa qualidade, diferentemente de outros produtos de CD-ROM antigos, portanto seus gráficos permaneceram atraentes por muito tempo após o lançamento. Myst vendeu mais de 6,3 milhões de unidades em todo o mundo até 2000, incluindo mais de 4,3 milhões nos Estados Unidos; os números excluem vendas de software agrupadas com kits de atualização multimídia.Myst foi o jogo de PC mais vendido nos anos 90, até The Sims exceder suas vendas em 2002 e foi o jogo mais vendido nos EUA por um total de 52 meses entre março de 1993 e abril de 1999.

## Legado
As conquistas de Myst levaram a uma série de jogos que procuravam copiar seu sucesso, chamados de "Myst clones". Seu sucesso confundiu alguns, que se perguntaram como um jogo que era visto como "pouco mais que 'uma apresentação interativa de slides'" acabou sendo um sucesso. Já em dezembro de 1994, a Newsweek comparou Myst a "um filme de arte, destinado a receber elogios da crítica e depois a espalhar poeira nas prateleiras".Alguns desenvolvedores de jogos de aventura simultâneos ao lançamento de Myst foram críticos em relação ao seu sucesso, devido ao número de videogames subsequentes que copiaram o estilo de Myst em comparação aos jogos de aventura tradicionais. Esses jogos diluíram o mercado com clones mal recebidos e foram percebidos como contribuindo para o declínio do gênero. Outros criticaram Myst como o "melhor jogo anti-arcade", pois era muito mais descontraído e casual do que qualquer coisa lançada desde 1972, como "não havia vidas, nem morte, nem pontuação e nem limite de tempo. Sem agilidade física" ou eram necessários reflexos. A única pressão que você impôs a si mesmo para resolver os quebra-cabeças e completar o enredo. "No entanto, Myst, juntamente com outros trabalhos publicados usando o formato CD-ROM, criou uma nova maneira de pensando na apresentação em videogames devido à natureza do CD-ROM: enquanto a maioria dos jogos anteriores poderia ser vista como "jogos de emergência", nos quais elementos do jogo se combinavam de maneiras novas e surpreendentes para o jogador, Myst demonstrou uma das primeiras "jogos de progressão", onde o jogador é guiado por conjuntos predefinidos de encontros. Isso ajudou a fornecer experiências alternativas atípicas aos jogos de vídeo usuais e, posteriormente, ajudou a validar a abordagem de arthouse usada em muitos jogos de vídeo indie desenvolvidos nos anos 000. O sucesso de Myst levou a várias sequências. Riven foi lançado em 1997 e continua a história de Myst, com Atrus pedindo ao jogador para ajudá-lo a resgatar sua esposa Catherine. Presto Studios e Ubisoft desenvolveram e publicaram Myst III: Exile em 2001, Myst IV: Revelation foi desenvolvido e publicado inteiramente pela Ubisoft e lançado em 2004. O último jogo da franquia é Myst V: End of Ages, desenvolvido pela Cyan Worlds e lançado em 2005. Além dos jogos principais, a Cyan desenvolveu Uru: Ages Beyond Myst. O componente multijogador de Uru foi inicialmente cancelado, mas a GameTap finalmente o reviveu como Myst Online: Uru Live.Depois que o Uru Live foi cancelado, o jogo foi lançado como um título de código aberto.
Os irmãos Miller colaboraram com David Wingrove para produzir vários romances baseados no universo Myst, que foram publicados pela Hyperion. Os romances, intitulados Myst: O Livro de Atrus, Myst: O Livro de Ti'ana e Myst: O Livro de D'ni, preenchem a história dos jogos e foram empacotados como The Myst Reader. Em 2003, a franquia Myst havia vendido mais de doze milhões de cópias em todo o mundo,com Myst representando mais de seis milhões de cópias na figura.Myst se tornou uma ícone cultural; o jogo era tão popular que os irmãos Miller apareceram em anúncios do The ap.Referências a Myst apareceram em um episódio de Os Simpsons ("Treehouse of Horror VI"), e Matt Damon queria que o videogame The Bourne Conspiracy fosse um jogo de quebra-cabeça como Myst, recusando-se a emprestar seu talento de voz ao jogo quando foi transformado em atirador. Myst também tem sido usado para fins educacionais e científicos; Becta reconheceu um professor da escola primária, Tim Rylands, que obteve ganhos de alfabetização usando o Myst como uma ferramenta de ensino, e os pesquisadores usaram o jogo para estudos que examinam o efeito dos videogames na agressão. Um jogo de computador de paródia, Pyst, foi lançado em 1996; o jogo é um passeio satírico gratuito da ilha Myst, que aparentemente foi vandalizado por visitantes frustrados.Estrelando John Goodman, a paródia custou muito mais para ser desenvolvida do que a original. Myst foi adicionado à coleção de videogames do Museu de Arte Moderna em 2013, onde é exibida como uma apresentação em vídeo.A Disney abordou a Cyan Worlds sobre a construção de um parque temático inspirado em Myst, que incluía explorar uma área da ilha nas propriedades da Disney na Flórida que Rand Miller achou que era perfeita para o cenário de Myst. O serviço de streaming de televisão Hulu obteve os direitos de criar uma série de televisão em torno de Myst em maio de 2015. A série exploraria a origem da ilha principal em destaque em Myst. A série Hulu era para ser produzida pela Legendary.
Em retrospectiva, Myst é considerado um precursor de jogos casuais que ganharam popularidade com plataformas de navegador e dispositivos móveis que normalmente não exigem que os jogadores ajam rapidamente, bem como um exemplo preliminar de um simulador de caminhada que permite aos jogadores explorar e descobrir o narrativa do jogo no seu próprio ritmo. As sequências de Cyan para Myst também serviram indiretamente para popularizar os jogos de escape, que fornecem experiências semelhantes de resolução de quebra-cabeças, mas em um espaço muito mais confinado.